# Armatura lamellare
L'Armatura lamellare è una tipologia di armatura costituita da un insieme di lamelle, di metallo (fond. ferro), cuoio o altri materiali (in Cina vennero prodotte armature lamellari in pietra e addirittura in carta - v. Armatura cinese), congiunte le une alle altre da lacci.
Insieme all'armatura laminare ed all'armatura a scaglie, l'armatura lamellare è una delle più primitive tipologie di armatura. Venne ampiamente utilizzata nei territori centro-orientali del continente Eurasiatico, sia dalle forze armate delle popolazioni della steppa (es. Mongoli) sia da quelle dei grandi imperi (Cina, Corea, ecc.). In talune regioni sperdute del continente (es. Altopiano tibetano) restò in uso per tutto il XIX secolo.
Secondo recenti studi fu inventata dai cinesi come "armatura di carta": scaglie formate dall'incollaggio di più fogli di carta sovrapposte e tenute insieme con laccetti per meglio incassare i dardi di balestra rispetto alla cotta di maglia.

## Storia

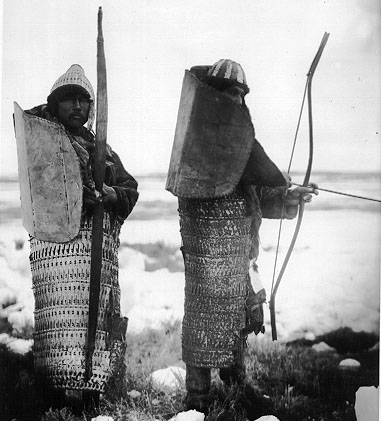
Guerrieri Coriachi con armature lamellari - foto del 1900-1901.

L'armatura lamellare nacque per rispondere alla necessità di un'armatura leggera, compatta ma soprattutto economica. Inizialmente realizzata con lamelle di cuoio o pietra/osso, passò poi al metallo (fond. ferro). Le lamelle erano inizialmente spesse vari centimetri e non sovrapposte fra loro ma con l'evolversi delle tecniche metallurgiche si riuscirono a creare i primi esemplari con lamelle sempre più sovrapposte fra loro grazie al sempre minore spessore delle lamelle ormai in metallo.
I primi esempi di armatura lamellare sono stati rinvenuti nei bassorilievi dell'Antico Egitto e dei Sumeri (circa XVII secolo a.C.): si tratterebbe in questo caso di armature precipue dei guerrieri montati sul carro da guerra. Le prove archeologiche indicano però gli Assiri quali responsabili del primo sviluppo e della diffusione di questa forma di armatura all'apice della loro potenza imperiale (c.d. "Impero neo-assiro"). Nelle numerose scene di battaglia raffigurate nei rilievi di Ninive e Nimrud che commemorano le vittorie di Assurnasirpal e Assurbanipal (VIII-VII secolo a.C.) i soldati assiri, sia di fanteria sia di cavalleria, sono rappresentati con corazze di lamelle metalliche, lunghe dalla spalla alla vita e spesso con maniche corte e aderenti. Se accettiamo le rappresentazioni come corrette e traduciamo letteralmente il metodo di costruzione, allora ci troviamo di fronte a un tipo di armatura lamellare abbastanza diverso dagli esemplari successivi. I reperti assiri presentano però anche altre tipologie di armature: armatura a scaglia ed altri reperti di difficile interpretazione.
In epoca successiva, l'armatura lamellare (solitamente ridotta alla sola corazza) fu indossata come rinforzo di un'altra armatura, specialmente una cotta di maglia. In quest'uso, fu molto apprezzata in Europa durante le Invasioni barbariche del V secolo e nell'Alto Medioevo da svariati popoli: Longobardi, Avari, Vichinghi e Rus', ecc. La cavalleria pesante dell'Impero bizantino (le cui forze armate ibridarono le tecnologie belliche dell'Europa post-romana con quelle dell'Oriente) fece largo uso di armature lamellari e studi recenti di Timothy Dawson dell'Università del New England suggeriscono che l'armatura lamellare bizantina fosse significativamente superiore all'armatura di maglia usa dai contemporanei Franchi in Europa occidentale quanto a resistenza e capacità deflettente del colpo.

Dal Basso Medioevo, l'uso europeo dell'armatura lamellare si ridusse ai soli bizantini ed ai Russi.
Fu in Asia che l'armatura lamellare godette di maggior fortuna. Diffusa in Cina sin dai tempi della Dinastia Han (ma massicciamente solo dal I secolo a.C.), fu ampiamente utilizzata dalle popolazioni nomadi mediorientali (Persiani, Parti, Sasanidi, Sarmati, ecc.) e orientali (Mongoli, Tartari, Turchi) sino alla Siberia. Veicolata dalla Cina, l'armatura lamellare si diffuse in Corea ed in Giappone (ove gli armorari locali ne svilupparono varie sotto-tipologie - v.si armatura giapponese) intorno al V secolo.

## Costruzione

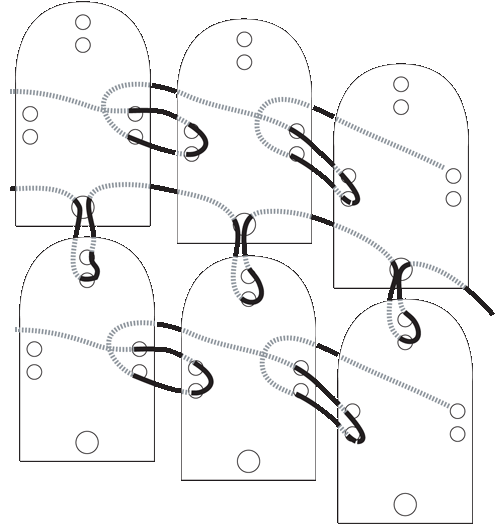
Armatura lamellare - es. di costruzione della trama.

L'armatura lamellare è costituita da piccole piastrine note come "lamelle" che vengono perforate e allacciate insieme, tipicamente in file orizzontali. Le lamelle possono essere di metallo, cuoio, corno, pietra, osso o altre sostanze esotiche. Le lamelle metalliche possono essere laccate per resistere alla corrosione o per la decorazione. A differenza dell'armatura a scaglie a cui assomiglia l'armatura lamellare non è attaccata a un supporto di stoffa o pelle, sebbene sia tipicamente indossata su un indumento intimo imbottito.

Diffusa in tutto l'Eurasia, l'armatura lamellare godette di grande diffusione ed apprezzamento soprattutto in Oriente, ove divenne armatura d'elezione di molte culture sino all'Età Moderna inoltrata.

## Tipologie

### Cina
L'armatura lamellare si diffuse in Cina sin dalla metà del IV secolo a.C. Le lamelle erano in cuoio, bronzo o ferro, interconnesse tra loro da rivetti o lacci. Contestualmente, anche gli elmi iniziarono ad essere realizzati con lamelle, sostituendo quelli ottenuti da un unico pezzo di metallo. Al tempo della Dinastia Qin, l'armatura composta da lamelle rettangolari era ormai la tipologia di armatura più diffusa in Cina. La successiva Dinastia Han confermò tale primato.

### Giappone
La kozane dō gusoku è l'armatura samurai per antonomasia, precedente l'introduzione in Giappone delle armi da fuoco occidentali. Ha come elemento centrale una corazza (dō) composta da lamelle di piccole dimensioni (hon-kozane) o lamine di grandi dimensioni (hon-iyozane) in metallo/cuoio, interconnesse tra loro da rivetti, lacci o cotta di maglia, ricoperte di lacca per garantire maggior resistenza alle intemperie. La corazza poteva essere di tipo leggereo (dō-maru e haramaki-dō), per i fantaccini, o pesante (ō-yoroi) per la cavalleria.

### Tibet
Al tempo del c.d. Impero tibetano (VII-IX secolo), le forze armate tibetane, tra cui reparti scelti di fanteria pesante, utilizzava armature lamellari derivate da modelli cinesi/mongoli. L'isolamento geografico dell'Altopiano del Tibet vi rallentò significativamente la diffusione delle armi da fuoco e ciò provocò l'uso persistente dell'armatura (lamellare) sino al 1900.

### Vietnam

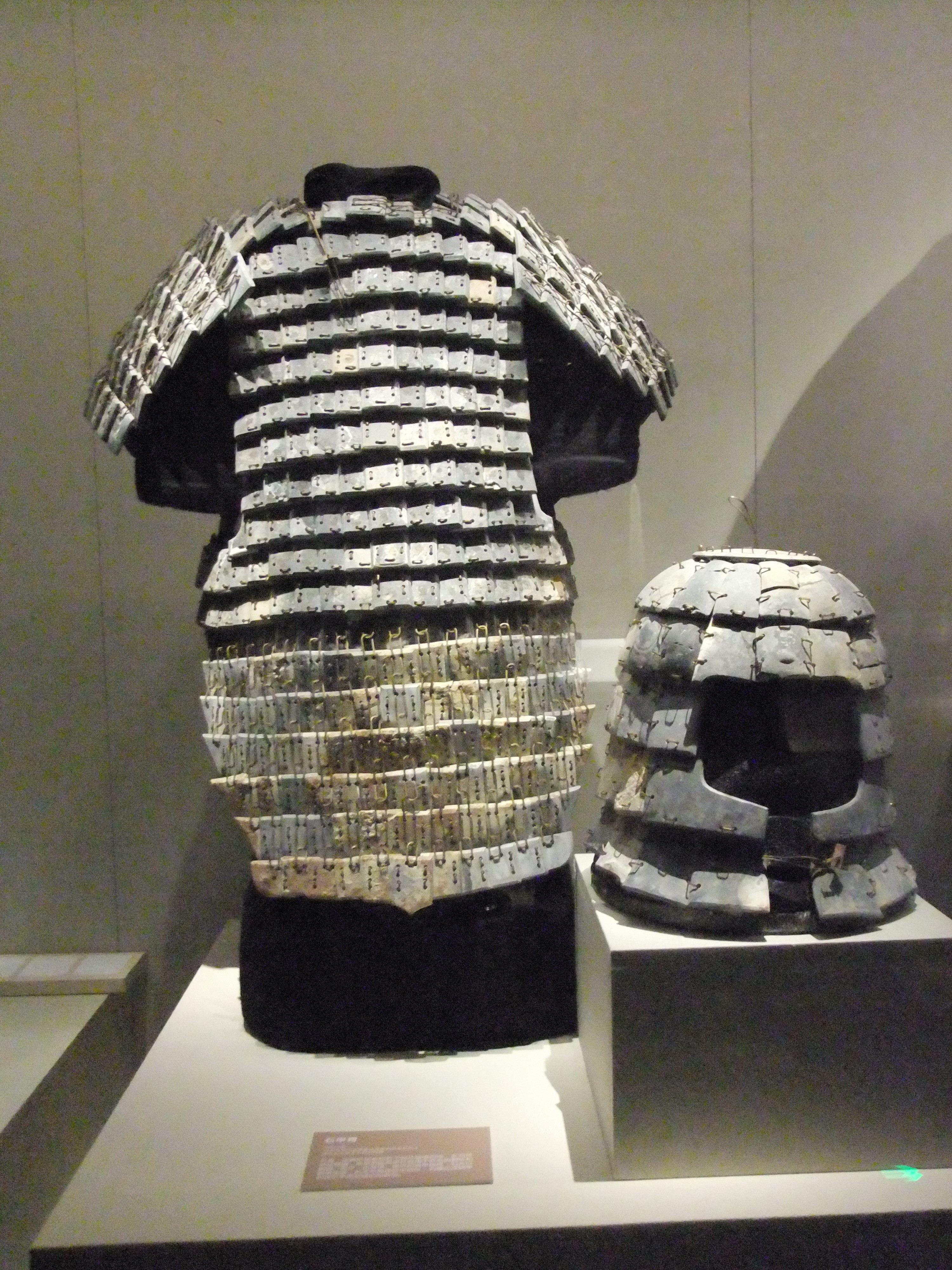
Primitiva armatura lamellare cinese in pietra della Dinastia Qin
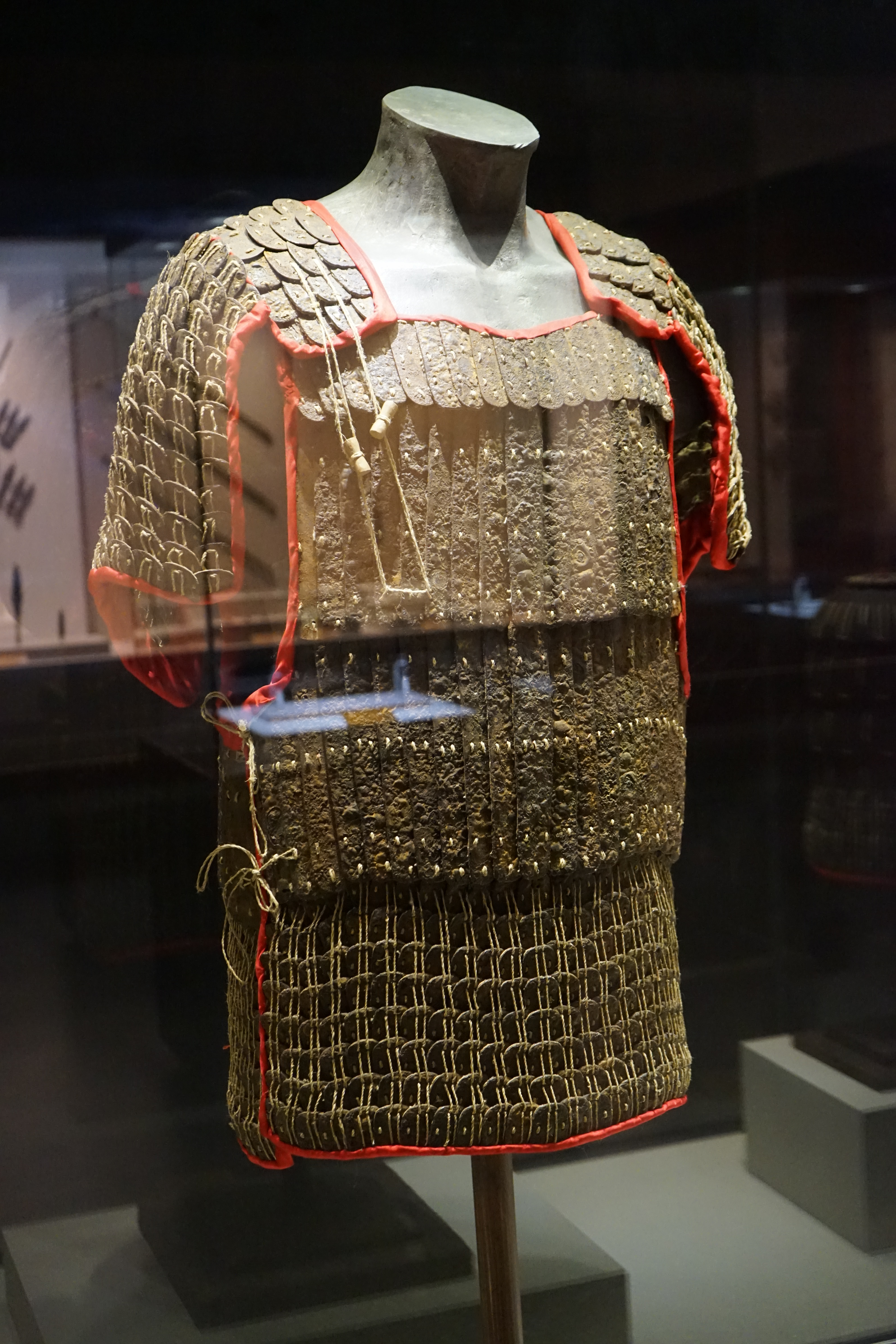
Armatura lamellare cinese della Dinastia Han
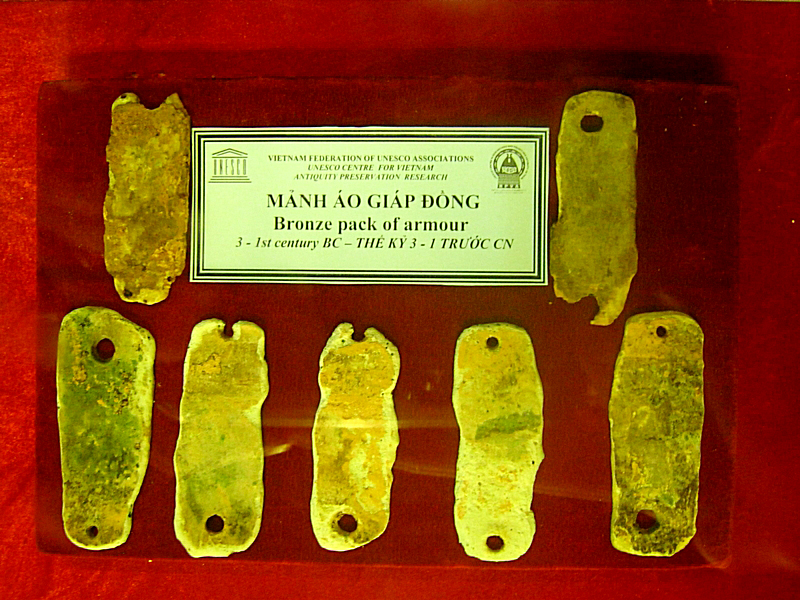
Armatura lamellare vietnamita (resti di lamelle)
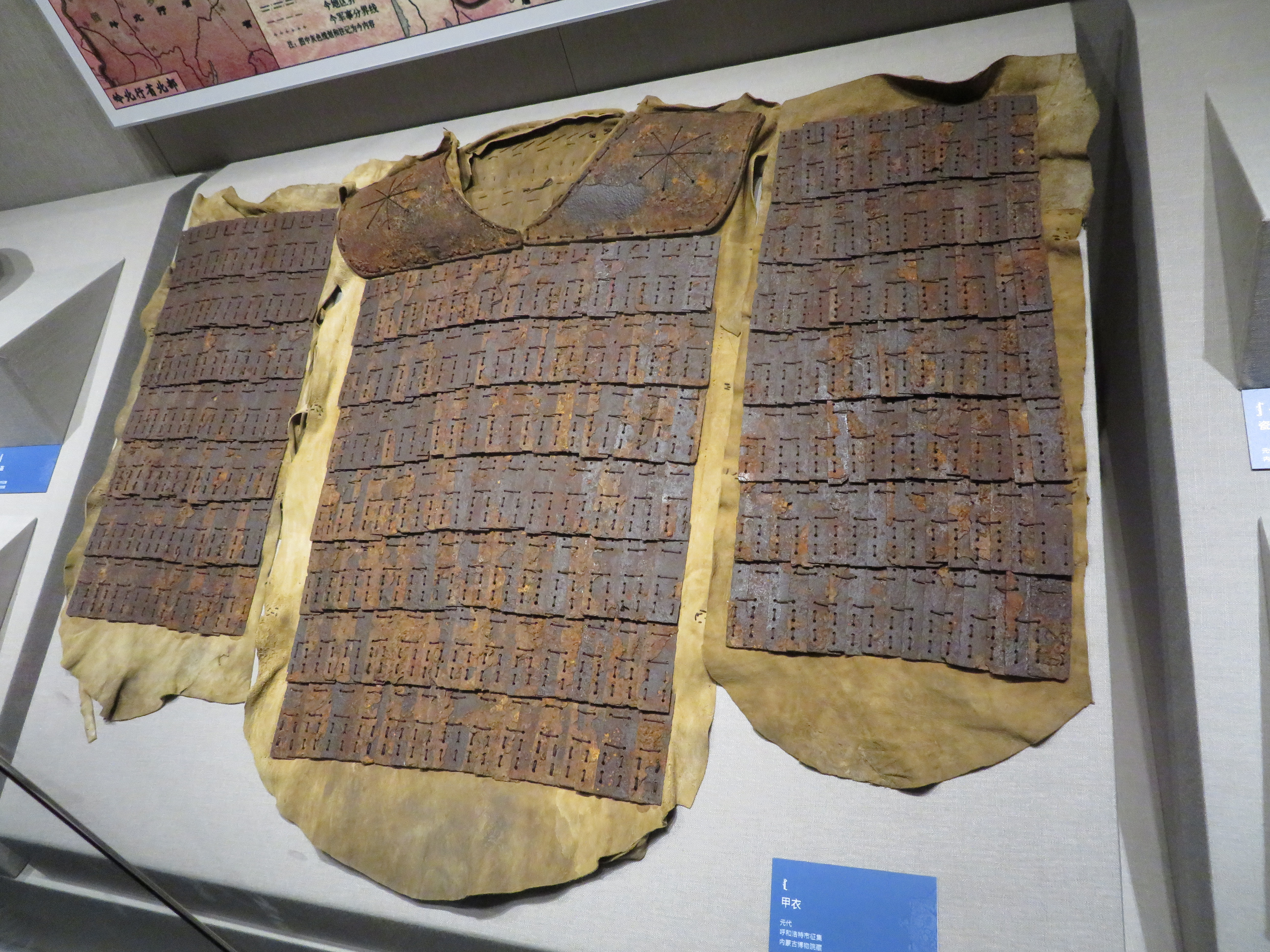
Armatura lamellare mongola della Dinastia Yuan
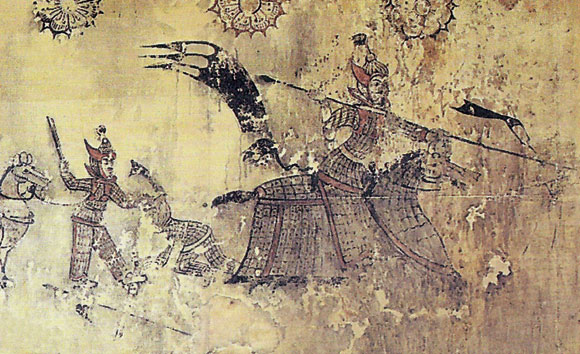
Dipinto di guerriero coreano con armatura lamellare
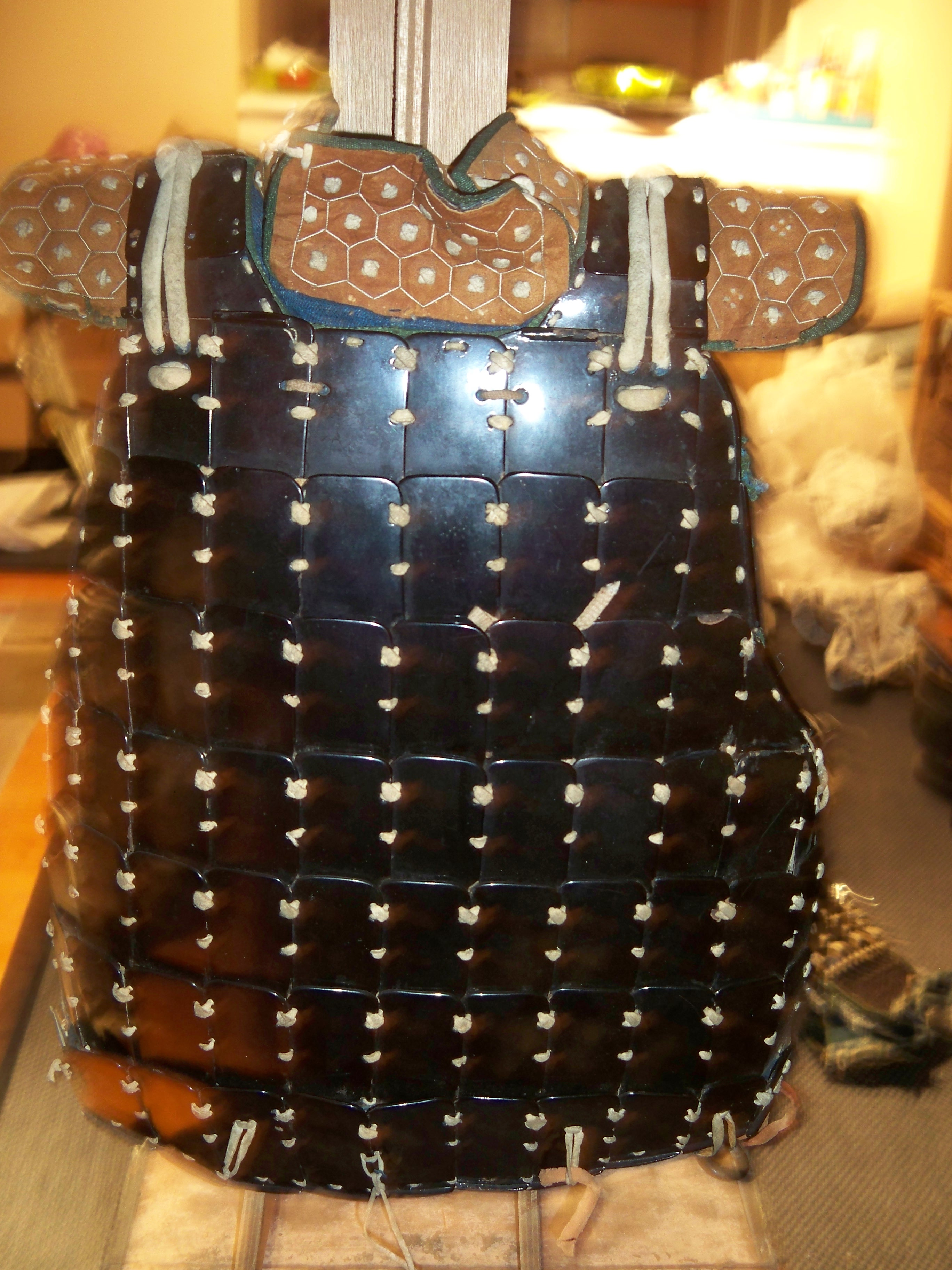
Armatura lamellare giapponese (Karuta tatami dō) del Periodo Edo

### Bibliografiche
1. 1 2 3  (EN) Albert E. Dien, A Brief Survey of Defensive Armor Across Asia, in Journal of East Asian Archaeology, vol. 2, n. 3-4, 2000,  p. 2.
2. 1 2  Robinson, p. 7.
3. 1 2 3  (EN) Donald J. La Rocca, Tibetan arms and armours, su The Met's Heilbrunn Timeline of Art History. URL consultato il 19 novembre 2017.
4. 1 2  Robinson, pp. 9-10.
5. ↑  Robinson, p. 8.
6. ↑  (SV) Michael Olausson, Krigarens resa och hemkomst, in M. Olausson (a cura di), Birkas krigare, Stoccolma, 2001.
7. ↑  (EN) Tim Dawson, Kremasmata, Kabadion, Klibanion: Some aspects of middle Byzantine military equipment reconsidered giornale=Byzantine and Modern Greek Studies (PDF), vol. 22, 1998,  p. 45, DOI:10.1179/byz.1998.22.1.38. URL consultato il 9 marzo 2020.
8. ↑  Solncev.
9. ↑  (EN) Folke Bergman, A note on ancient laminae armour in China, in Ethnos, vol. 1, n. 5, 1936.
10. 1 2 3  Robinson, p. 10.
11. ↑  Robinson, p. 9.
12. ↑  (EN) C.J. Peers, Soldiers of the Dragon: Chinese Armies 1500 BC - AD 1840, Osprey Publishing, 2006,  p. 39.
13. ↑  Dien 1981, p. 7.
14. ↑  Dien 1981, p. 8.
15. ↑  Dien 1981, p. 13.
16. ↑  Robinson, p. 173.
17. ↑  (EN) Christopher I. Beckwith, The Tibetan Empire in Central Asia: A History of the Struggle for Great Power among Tibetans, Turks, Arabs, and Chinese during the Early Middle Ages, Princeton University Press, 1987,  p. 110, ISBN 0-691-02469-3.